# Rebáb (négyszögletű)
A rebáb (rabáb, rabába, rubáb stb. arab ربابة) hangszernév sokféle, egymástól gyakran jelentősen eltérő húros hangszert, pengetős vagy vonós lantot jelöl az iszlám hatása alá került régiókban. Rebáb vagy rabába nevű, négyszögletes testformájú hangszerről legkorábban 16. századi európai utazók számoltak be. Napjainkban a Szaúd-Arábia, Jordánia, Irak, Szíria, Egyiptom területén élő arab és más nomádok, falusi emberek használnak ilyen vonós hangszereket.

## Leírása
A hangszernek két fő formaváltozata van: az egyik teste tégla alakú, ezt az iraki és jordániai beduinok használják, a másik homorú oldallapokkal szegélyezett négyszögletes típus, ami manapság elterjedtebb. Újabban olajoskannát is felhasználnak a hangszertest készítésére. A 19. században dokumentált trapéz testforma már nem lelhető fel. A szögletes testű rebáb nyárslant: a hangszertesten hengeres nyak fúródik át, melynek alul kibukkanó vége húrtartóként szolgál. A húr innen kiindulva egy kis húrlábon halad át, majd a nyak felső végébe fúrt lyukba illeszkedő hangolókulcsra csavarodik. Fogólapja nincs.

## Használata
A 19. században még egy- és kéthúros változata is volt, ma már főleg egyhúros; ennek megkülönböztető neve rebáb al-saír, „a költő hegedűje”, míg a kéthúros, kvint hangközre hangolt hangszer a rebáb al-muganni, „az énekes hegedűje”. Játék közben a rebáb a többi keleti vonós hangszerhez hasonlóan többé-kevésbé függőleges helyzetben, a zenész térdén áll, az íves vonót tenyérrel kifelé fordított kézben tartják, a másik kézzel a nyak fölött a húrokat csak érintik, nem szorítják le. A négyszögletű rebáb sosem szerepel hangszeres együttesben, egymagában használják ének kíséretére.

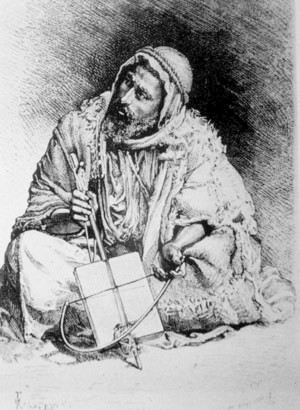
Tégla alakú rebáb, 19. század
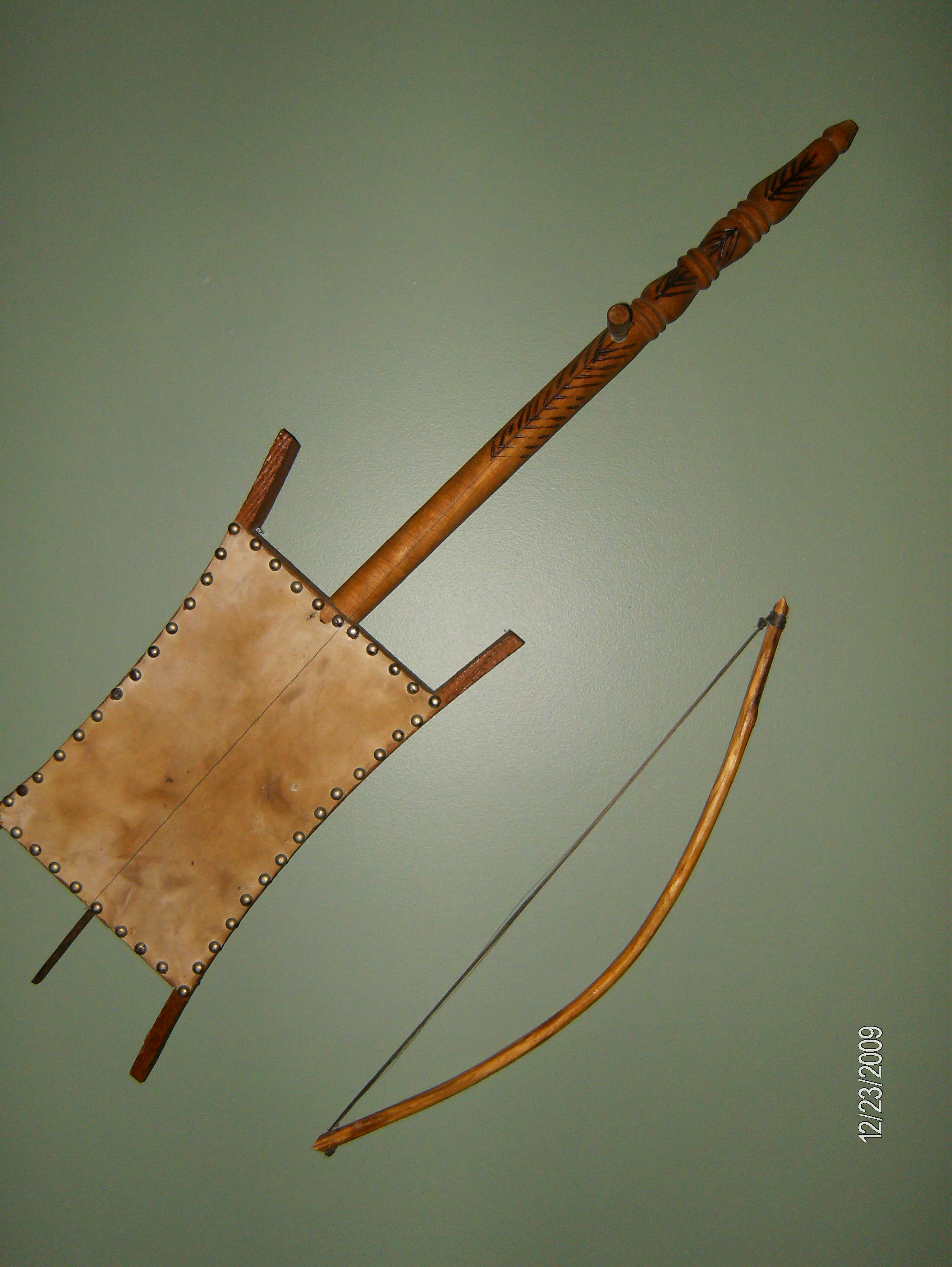
Íves oldalú rebáb
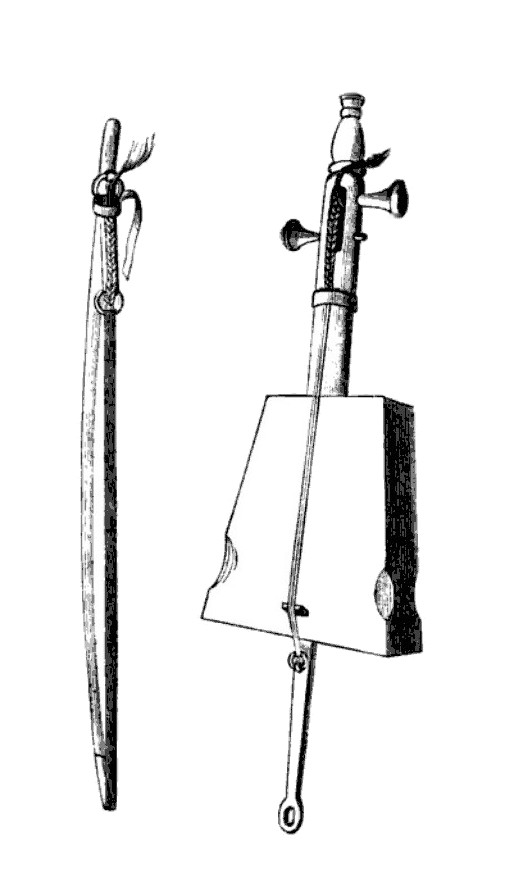
Kéthúros, trapéz alakú rebáb, 19. század